# Cantone di Modane
Il Cantone di Modane è una divisione amministrativa dell'arrondissement di Saint-Jean-de-Maurienne.
A seguito della riforma complessiva dei cantoni del 2014 è passato da 7 a 20 comuni. Dal 1º gennaio 2017 i comuni sono diminuiti da 20 a 16 per la fusione di 5 municipi nella nuova municipalità di Val-Cenis.

## Composizione
Prima della riforma del 2014 comprendeva i comuni di:
- Aussois
- Avrieux
- Fourneaux
- Freney
- Modane
- Saint-André
- Villarodin-Bourget

Dal 2015 comprende i comuni di:
- Aussois
- Avrieux
- Bessans
- Bonneval-sur-Arc
- Bramans
- Fourneaux
- Freney
- Lanslebourg-Mont-Cenis
- Lanslevillard
- Modane
- Orelle
- Saint-André
- Saint-Martin-d'Arc
- Saint-Martin-de-la-Porte
- Saint-Michel-de-Maurienne
- Sollières-Sardières
- Termignon
- Valloire
- Valmeinier
- Villarodin-Bourget

Dal 2017, quindi comprende i comuni di:
- Aussois
- Avrieux
- Bessans
- Bonneval-sur-Arc
- Fourneaux
- Freney
- Modane
- Orelle
- Saint-André
- Saint-Martin-d'Arc
- Saint-Martin-de-la-Porte
- Saint-Michel-de-Maurienne
- Valloire
- Val-Cenis
- Valmeinier
- Villarodin-Bourget